# جسیکا لنگ
جسیکا لَنگ (به انگلیسی: Jessica Lange) (زادهٔ ۲۰ آوریل ۱۹۴۹) هنرپیشهٔ برجسته تئاتر و سینمای آمریکایی است.

## زندگی هنری
او در ۳۵ سال زندگی هنری‌اش، ۶ بار نامزد جایزهٔ اسکار شده و ۲ بار آن جایزه را از آن خود کرده‌است. نقش‌های معروف لَنگ در فیلم‌های فرانسیس (۱۹۸۲)، توتسی (۱۹۸۲)، رؤیاهای شیرین (۱۹۸۵)، آسمان آبی (۱۹۹۴) و باغ‌های خاکستری (۲۰۰۹) بوده‌اند.

## گزیده فیلمشناسی

### سینمایی
- کینگ کُنگ (۱۹۷۶)
- اینطور چیزها (۱۹۷۹)
- چگونه بر هزینه‌های بالای زندگی غلبه کنیم (۱۹۸۰)
- پستچی همیشه دو بار زنگ می‌زند (۱۹۸۱)
- توتسی (۱۹۸۲)
- فرانسیس (۱۹۸۲)
- روستا (۱۹۸۴)
- رؤیاهای شیرین (۱۹۸۵)
- جنایت‌های دل (۱۹۸۶)
- شمال دور (۱۹۸۸)
- راب روی (۱۹۹۵)
- جعبهٔ موسیقی (۱۹۸۹)
- مردان ترک نمی‌کنند (۱۹۹۰)
- تنگه وحشت (۱۹۹۱)
- شب و شهر (۱۹۹۲)
- آسمان آبی (۱۹۹۴)
- اتوبوسی به نام هوس (۱۹۹۵)
- گم شدن اشعیا (۱۹۹۵)
- راب روی (۱۹۹۵)
- هزار هکتار (۱۹۹۷)
- سکوت (۱۹۹۷)
- دخترعمو بت (۱۹۹۸)
- سکوت (۱۹۹۸)
- تیتوس (۱۹۹۹)
- ملت پروزاک (۲۰۰۱)
- نقابدار و ناشناس (۲۰۰۳)
- ماهی بزرگ (۲۰۰۳)
- گل‌های پرپر (۲۰۰۵)
- نیا در بزن (۲۰۰۵)
- جان‌سخت ۴ (۲۰۰۷)
- بونویل (۲۰۰۸)
- باغ‌های خاکستری (۲۰۰۹)
- عهد (۲۰۱۲)
- مخفیانه (۲۰۱۳)
- قمارباز (۲۰۱۴)
- جو وحشی (۲۰۱۶)
- مارلو (۲۰۲۲)
- مگالوپلیس (نامعلوم)

### تلویزیونی
- گربه روی شیروانی داغ
- داستان ترسناک آمریکایی: خانه قتل
- داستان ترسناک آمریکایی: تیمارستان
- داستان ترسناک آمریکایی: محفل
- داستان ترسناک آمریکایی: نمایش عجایب
- هوراس و پیت
- داستان ترسناک آمریکایی: آخرالزمان
- سیاستمدار

## جوایز
۱۹۷۶ - کینگ کُنگ
- برندهٔ جایزهٔ گلدن گلوب ستاره جدید سال

۱۹۸۲ - توتسی
- برندهٔ اسکار بهترین بازیگر نقش مکمل زن
- برندهٔ گلدن گلوب بهترین بازیگر نقش مکمل زن

۱۹۹۴ - آسمان آبی
- برندهٔ اسکار بهترین بازیگر نقش اول زن
- برندهٔ گلدن گلوب بهترین بازیگر نقش اول زن

۱۹۹۵ - اتوبوسی به نام هوس
- برندهٔ گلدن گلوب بهترین بازیگر نقش اول زن

۲۰۱۲ - داستان ترسناک آمریکایی
- برنده جایزه گلدن گلوب